# مارتین جکابکو
مارتین جکابکو (اسلواکی: Martin Jakubko؛ زادهٔ ۲۶ فوریهٔ ۱۹۸۰) یک بازیکن فوتبال اهل اسلواکی است.
وی همچنین در تیم ملی فوتبال اسلواکی بازی کرده‌است.